# Kraftwerk Rampur
Das Kraftwerk Rampur (englisch Rampur Hydro Power Station) ist ein Laufwasserkraftwerk am Satluj in Indien im Distrikt Kullu im Bundesstaat Himachal Pradesh. Die Stadt Shimla befindet sich ca. 60 km südwestlich des Kraftwerks.
Eine Absichtserklärung für das Projekt wurde im Oktober 2004 unterschrieben. Die Bauarbeiten begannen im Februar 2007 und wurden im März 2014 abgeschlossen. Das Kraftwerk ging im März 2014 mit der ersten Maschine in Betrieb.

## Kraftwerk Nathpa Jhakri
Das Kraftwerk Rampur benötigt kein Absperrbauwerk, das den Satluj aufstaut, da es das Wasser aus dem Auslauftunnel des Kraftwerks Nathpa Jhakri nutzt. Ein weiterer Vorteil ist, dass das Wasser bereits in den dortigen Absetzbecken von Schwebeteilchen gereinigt wurde. Das Wasser wird über einen Tunnel (Länge 15,177 km, Durchmesser 10,5 m) zum Kraftwerk Rampur geführt. Am Ende des Tunnels befindet sich ein Wasserschloss (Höhe 165 m, Durchmesser 38 m). Danach führen Druckrohrleitungen zum Maschinenhaus. 

## Kraftwerk
Das Kraftwerk Rampur verfügt über eine installierte Leistung von 412 MW. Als durchschnittliche Jahreserzeugung werden 1,77 bzw. 1,878 Mrd. kWh angegeben. Die sechs Francis-Turbinen des Kraftwerks leisten jede maximal 68,67 MW und die Generatoren 83,93 MVA. Die Nenndrehzahl der Turbinen liegt bei 214,3/min. Die Fallhöhe beträgt 119,1 m.

## Sonstiges
Die Gesamtkosten des Kraftwerks betrugen 2047,03 Crore INR bzw. 665 oder 670 Mio. USD. Die Weltbank gewährte Indien im Jahre 2007 einen Kredit über 400 Mio. USD für die Errichtung des Kraftwerks.